# Deutscher Basketball Bund
La Deutscher Basketball Bund (Federació Alemanya de Bàsquet), també coneguda per les seves sigles DBB, és l'organització encarregada de regular tots els aspectes relatius a l'organització del bàsquet a Alemanya.
Entre les seves atribucions hi ha la d'organitzar la BBL, màxima competició de bàsquet del país teutó, així com la de gestionar tot allò relacionat amb les diferents categories de la Selecció nacional alemanya.
Va ser fundada el 1934, el mateix any en què es va afiliar a la FIBA. La seva seu es troba a la ciutat de Hagen (Rin del Nord-Westfàlia).
La temporada 2003/04 comptava amb un total de 2000 clubs inscrits i unes 197.500 fitxes de jugadors federats (tant masculins com femenins).